# Kaladjan Coulibaly
Pour les articles homonymes, voir Coulibaly.
Kaladjan Coulibaly est un roi fondateur du Royaume bambara de Ségou, sur lequel il règne de 1652 à 1682. Bambara et animiste, venu de Bendoukou Niamana (situé dans le centre de l'actuel Mali), il est un chef de guerre mercenaire qui supplante la dynastie marka des Koita de Ségou.
Il règne pendant 30 ans, de 1652 à 1682, mais ne réussit pas à fonder un État stable. Il faudra attendre Mamary Coulibaly, dit Biton, pour que le Royaume de Ségou assoie son autorité.

## Biographie
Vers 1650, le royaume de Coulibaly était l'une des forces dominantes de la région. Bien qu'il n'ait pas de cadre systématique et n'ait donc pas survécu à sa mort (vers 1680), son arrière-petit-fils Bitòn Coulibaly aurait trouvé un Empire Bambara plus stable cinquante ans plus tard au même endroit.

## Liens
- Notice dans un dictionnaire ou une encyclopédie généraliste :   - Dizionario di Storia